# Malefice
Pour les articles homonymes, voir Maléfice.
Malefice est un groupe de heavy metal britannique, originaire de Reading, Berkshire, en Angleterre.

## Biographie
Malefice est formé en 2003 par des camarades lycéens - Dale Butler, Alex Vuskans, Craig Thomas et Craig Fenner - et débute dans les compositions musicales. Ils effectuent leur première soirée au Rivermead Centre de Reading. C'est à partir de là que sa popularité s'accroît. Avec plusieurs tournées entre Reading et Londres, ils réussissent à établir un contrat pour la sortie de leur EP Relentless au label Hangman's Joke. Au début de 2007, ils signent au label Anticulture Records. Ils font ensuite paraître Entities produit par Dan Weller et Justin Hill de WellerHill chez Craig en Galles du Sud. L'album est très bien accueilli par le British Metal Press. Le groupe annonce par la suite leur démission du label Anticulture. Après la parution de l'album, ils participent au SikTh avec DevilDriver et God Forbid, et jouent également aux côtés de Soulfly.
En janvier 2008, ils participent au Wedgewood Rooms de Portsmouth, qui est filmé, puis publié sous format DVD. En juin 2008, Malefice ouvre le second stage du prestigieux Download Festival. En novembre 2008, Malefice annonce sur sa page officielle Myspace sa signature au label Metal Blade Records. En février 2009, ils font paraître leur second album Dawn of Reprisal. Le 12 septembre 2008, ils participent au Butserfest avec Go:Audio et We Are the Ocean. Le 26 septembre 2009, ils jouent en Inde au festival annuel le Rendezvous de l'IIT Delhi.
En mars 2010, le groupe apparaît dans le jeu télévisé The Bubble sur la chaîne britannique BBC. Le mois suivant, le batteur Craig Thomas quitte le groupe, et est remplacé par Chris Allan-Whyte. Par la suite, Malefice participe également au Jager stage du Sonisphere. Le 2 août 2011, ils font paraître leur album Awaken The Tide. En 2012, ils enregistrent une chanson avec Marcus Hahnemann. En juin 2012, ils signent au label Transcend Records. Toujours la même année, ils prévoient leur premier album distribué par Transcend, intitulé Five, qui sortira par la suite le 28 avril 2013.

## Membres

### Membres actuels
- Dale Butler - chant (depuis 2003)
- Ben Symons - guitare (depuis 2003)
- Andrew Wilson - guitare (depuis 2011)
- Tom Hynes - basse (depuis 2006)
- Chris Allan-Whyte - batterie (depuis 2010)

### Anciens membres
- Lloyd Griffiths - basse (2003–2006)
- Craig Thomas - batterie (2003–2010)
- Alex Vuskans - guitare (2003–2011)

## Discographie
- 2006 : Relentless EP (Hangman's Joke)
- 2007 : Entities (Anticulture Records)
- 2009 : Dawn of Reprisal (Metal Blade Records)
- 2011 : Awaken the Tides (Metal Blade Records)[10]
- 2013 : Five (Transcend Music)[11]